# Francesco Negri (präst)

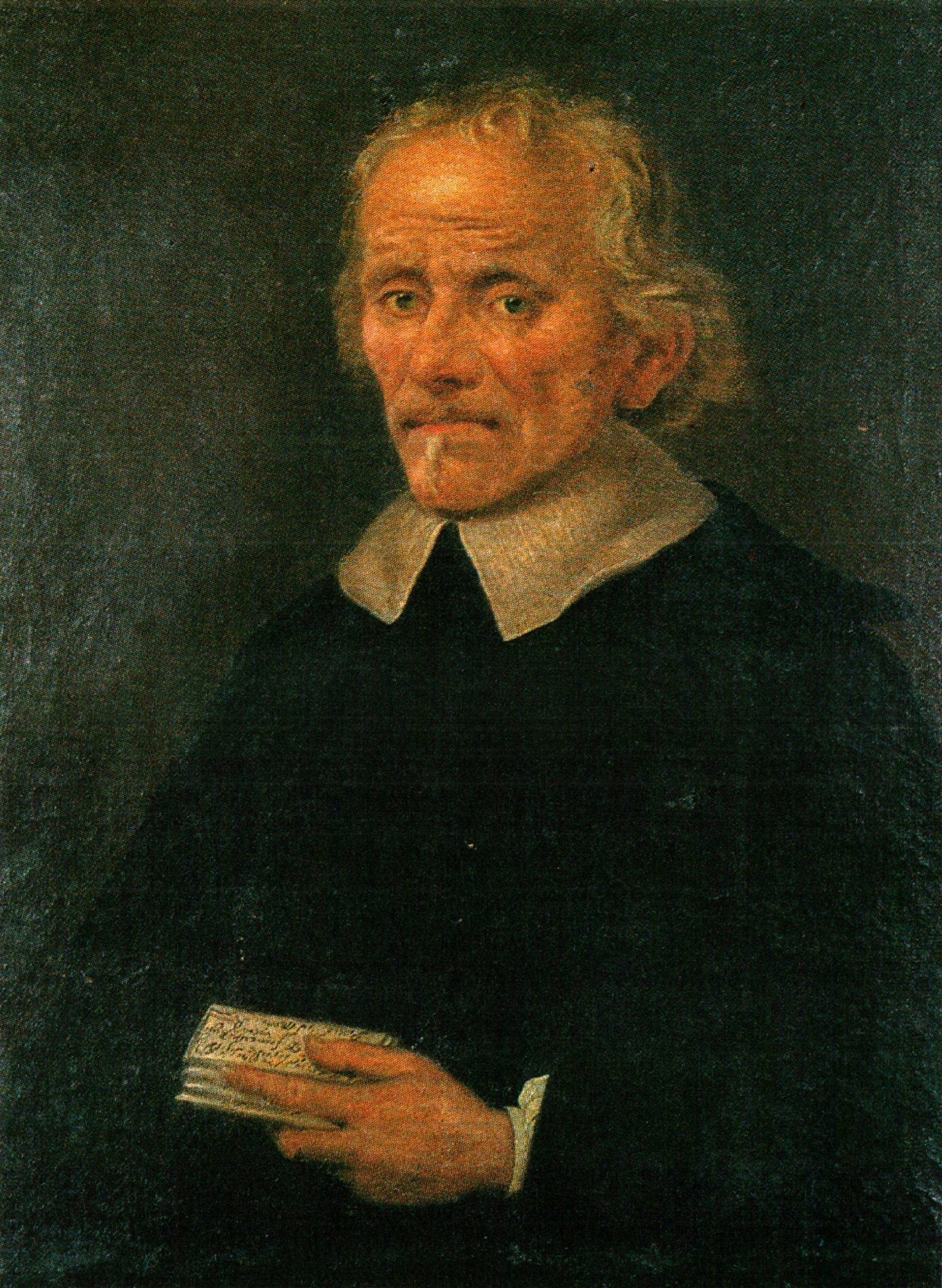
Francesco Negri.

Francesco Negri, född den 27 mars 1623 i Ravenna, död där den 27 december 1698, var en italiensk präst, lärd och forskningsresande.
Negri skildrade i Viaggio settentrionale diviso in otto lettere (postumt, 1701) en resa i Skandinavien. Till en ny upplaga fogades Negris Annotazioni sopra la storia di Olao Magno, vari författaren säger sig ha rättat en del felaktiga uppgifter angående den svenske historieskrivaren. År 1666 återkom Negri från sin resa och blev då kyrkoherde i sin hemtrakt. 